# تاريخ بالي

اجتماع الأمراء لإعلان الإمارات الثماني في بالي ولومبوك

يمتد تاريخ بالي من العصر الحجري القديم حتى العصر الراهن، واكتسب سماته المميزة عبر اجتذابه موجات هجرة للشعوب والثقافات من مناطق أخرى في قارة آسيا. في القرن السادس عشر، بدأت حقبة التأثير الغربي في تاريخ بالي مع وصول الأوروبيين، ليصبح بعد فترة استعمارية هولندية طويلة ومعقدة، أحد أهم أمثلة الحفاظ على الثقافات المحلية، ووجهة سياحية مهمة.

## التكوين الجيولوجي
تشكّلت جزيرة بالي، كغيرها من غالبية جزر الأرخبيل الإندونيسي، نتيجةً للاندساس التيكتوني للصفيحة الهندية الأسترالية تحت الصفيحة الأوراسية. وهكذا أدّى الاندساس إلى رفع قاع المحيط من العصر الثالث فوق مستوى سطح البحر، وقد كان القاع ذلك متكونًا من ترسبات بحرية قديمة ضمّت تراكمات شعاب مرجانية. ما تزال طبقات الحجر الجيري من العصر الثالث والتي رُفعت من قاع المحيط ما تزال ظاهرة في مناطق مثل شبه جزيرة بوكيت كما في المنحدرات الجيرية الضخمة في أولواتوو، أو كما هو مشاهَد في تضاريس شمالي غرب جزيرة برابات آغونغ.
أدّى التغيير الطارئ على الصفائح الأوراسية في المنطقة الناتج عن الاندساس إلى تصدّع القشرة، وهو ما قاد إلى ظهور البراكين. تتراصف سلسلة من البراكين في الجزء الشمالي من الجزيرة، على طول المحور الغربي-الشرقي، ذات الجزء الغربي الأقدم زمانًا، مقارنة بالجزء الشرقي الأحدث نسبيًا. يُعتبر أعلى بركان في المنطقة هو البركان الطبقي لجبل آغونغ، ذي الارتفاع البالغ 3142 مترًا (أي، 10308 قدم).
على مر العصور، تميّز النشاط البركاني بكثافته، وغطت الصهارة البركانية معظم سطح الجزيرة (خارج شبه جزيرة بوكيت وجبل برابات آغونغ). ما تزال بعض الرواسب القديمة موجودة (بعمرٍ أقدم من مليون سنة)، في حين تغطّي معظم الجزء الأوسط من الجزيرة رواسبٌ بركانية حديثة (أحدث من مليون سنة)، مع وجود بعض حقول الحمم البركانية الحديثة جدًا في الشمال الشرقي التي سبّبها الثوران المأساوي لبركان جبل أغونغ في العام 1963.
هذا واعتُبر النشاط البركاني، بالنظر لترسبات الرماد البركاني الكثيفة وخصوبة التربة التي تنجم عنها، أحد أهمّ العوامل المؤثرة في ازدهار الجزيرة على المستوى الزراعي.
عند حافة الاندساس التيكتوني، تقع بالي كذلك على طرف جرف سوندا القاري، قريبًا من غرب خط والاس، وكانت بالي في فترة زمنية ماضية متصلةً بجزيرة جاوة المجاورة، خصوصًا أثناء انخفاض مستوى سطح البحر في العصر الجليدي. ولهذا السبب تُعتبر مجموعتها الحيوانية ونبيتها من النوع الآسيوي.

## الاستيطان في العصر الحجري القديم والعصر الحجري الوسيط
نظرًا لكون بالي جزءًا من جرف سوندا القاري، فقد ارتبطت بجزيرة جاوة عدة مرات عبر مرّ العصور. حتى في الوقت الحالي، لا يفصل بين الجزيرتين سوى مضيق بالي البالغ طوله 2.4 كيلو متر.
اعتُمدت تواريخ الاستيطان القديم لجزيرة جاوة نفسها على إثر اكتشاف مستحاثات إنسان جاوة، والتي يعود تاريخها إلى فترة تتراوح بين 1.7 و0.7 مليون سنة، وهي مِن أولى العينات المعروفة للإنسان المنتصب.
استُوطنت جزيرة بالي كذلك في العصر الحجري القديم (1 مليون سنة قبل الميلاد حتى 200000 سنة قبل الميلاد)، يعضد ذلك العثور على أدوات قديمة كالفؤوس اليدوية في قريتي سيمبيران وترونيان في بالي.
وقد حُدّدت فترة العصر الحجري الوسيط (200000-30000 قبل الميلاد)، والتي تميّزت بأساليب متقدمة لجمع الطعام وممارسة الصيد، ولكن باستيطان الإنسان المنتصب. نتج عن هذه الفترة ظهور أدوات أكثر تطورًا، مثل رؤس السهام، وأدوات مصنوعة من عظام الحيوانات أو الأسماك. عاش مستوطنو تلك الحقبة في كهوف مؤقتة، كتلك الموجودة في هضاب بيكاتو في ولاية بادونغ، مثل كهوف سيلدينغ وكارانغ بوما. وصلت موجة الهجرة البشرية الأولى  45000 قبل الميلاد تقريبًا، إثر انطلاق شعب أسترالويد جنوبًا ليحلوا محل الإنسان المنتصب.

## العصر الحجري الحديث: الهجرات الأسترونيزية (3000-600 قبل الميلاد)
ابتداءً منذ الأعوام 3000 حتى 600 قبل الميلاد، ظهرت حضارات العصر الحجري الحديث، والتي تتميز بموجة هجرة جديدة من السكان المتحدثين باللغات الأسترونيزية الذين جلبوا تقنيات زراعة الأرز. يتضح أن الشعوب الأسترونيزية تلك هاجرت من جنوب الصين، من المحتمل عبر الفلبين وجزيرة سولاوسي. وضمت الأداوت التي استخدموها القدّوم مستطيل الشكل والآنية الفخارية المزينة بالردغة الحمراء.
اُزيلت الغابات والأدغال تمهيدًا لتأسيس بيئة حضارية ولِبنيان القرى. كما صنّع مستوطنو تلك الحقبة بعض المواد المضفورة، وعُثر على قارب صغير كذلك. وضمت قائمة عاداتهم في الطهي أكل لحم الخنزير ومضغ نبات التنبول. هذا ويُعتقد أنهم كانوا مِن ممارسي الطقوس الدينية الجبلية، إذ عمِدوا إلى دفن بعض المتوفين مِن ذوي الشأن في توابيت حجرية بيضاوية، إضافة إلى نحت رؤوس بشرية أو زخارف حيوانية على الناووس. وأراحوا الجثث في التوابيت إما في وضعية النوم، أو بطوريها مرتين أو ثلاث مرات بهدف توفير المساحة.
يُذكر من بين المواقع الأثرية الهامة من العصر الحجري الحديث في جزيرة بالي موقع سيكيك، الواقع في الجزء الغربي من الجزيرة.
من المرجّح أن الأقوام الأسترونيزية قد واصلت توسّعها باتجاه الشرق، لتستوطن في الجزر الميلانيزية والبولينيزية منذ ما يقارب الألفيّ عام. حتى يومنا هذا ما تزال الخصائص الثقافية لتلك الحقبة ظاهرةً للعيان في ثقافة بالي، وتُنشئ صِلةً بينها وبين حضارات جنوب شرق آسيا والمحيط الهادي.

## العصر البرونزي: وصول تأثيرات حضارة دونغ صن (600 قبل الميلاد - 800 م)
تلا تلك الحقبة العصرُ البرونزي، الممتد بين 600 قبل الميلاد حتى 800 ميلادي تقريبًا. بين القرنين الثامن والثالث قبل الميلاد، حازت جزيرة بالي على تقنيات حضارة «دونغ صن» المعادنية التي وصلتها من شمال فيتنام. شملت هذه التقنيات ممارسات متقدمة من الصب بالقوالب، لصنع زخارف لولبية وأشكال بشرية. نظرًا للعثور على بقايا قوالب في منطقة مانوابا في بالي، يُعتقد أن هذه الأدوات صُنعت محليًا ولم تكن مستوردة من مكان آخر. وعلى الرغم من ذلك، لم يكن ثمة بدّ من استيراد المواد الخام التي استُخدمت في صناعة البرونز (كالنحاس والقصدير مثلًا)، بسبب عدم وجودها في جزيرة بالي.
كما صُنعت أنواع مختلفة من الأدوات والأسلحة البرونزية (مثل الفؤوس، وأدوات الطهي، والحليّ)، وعُثر كذلك على العديد من مجموعات الطبول الطقوسية من تلك الفترة، كدفيّة «بيجينغ مون»، الذي يُعدّ أكبر طبل طقوسي يُعثر عليه حتى الآن في جنوب شرق آسيا، ويعود تاريخه إلى العام 300 قبل الميلاد تقريبًا.
في تلك الفترة، كانت التوابيت الحجرية ما تزال في حيّز الاستعمال، إذ عُثر كذلك على المصنوعات اليدوية البرونزية ضمنها.